# Wrightstown (New Jersey)
Pour les articles homonymes, voir Wrightstown.
Wrightstown est un borough situé dans le comté de Burlington, dans l'État du New Jersey, aux États-Unis.